# Japán farkas
A japán farkas (Canis lupus hattai), a farkas (Canis lupus) eurázsiai alfaja.
Kihalt alfaj. Csak Japán legészakibb szigetén, Hokkaidón élt.
Canis lupus rex néven is ismert.
Míg legközelebbi rokona a Hondo japán farkas (Canis lupus hodophilax) szigeti életmódja miatt az egyik legkisebb farkas alfajjá vált, a japán farkas megőrizte normális, közepes testméretét.
Az alfaj utolsó egyedét 1889-ben látták. Az alfaj a japán földművesek által ellene indított mérgezési hadjárat áldozata lett.
Rokonához a Hondo japán farkashoz hasonlóan ez az állat is központi szerepet játszott a japán mitológiában. 
A rómaiak Romulus és Remus mítoszához hasonlóan a japán alapítóvezért Fujiwara no Hidehira  -át is egy farkas nevelte fel gyerekkorában.